# 마신디구

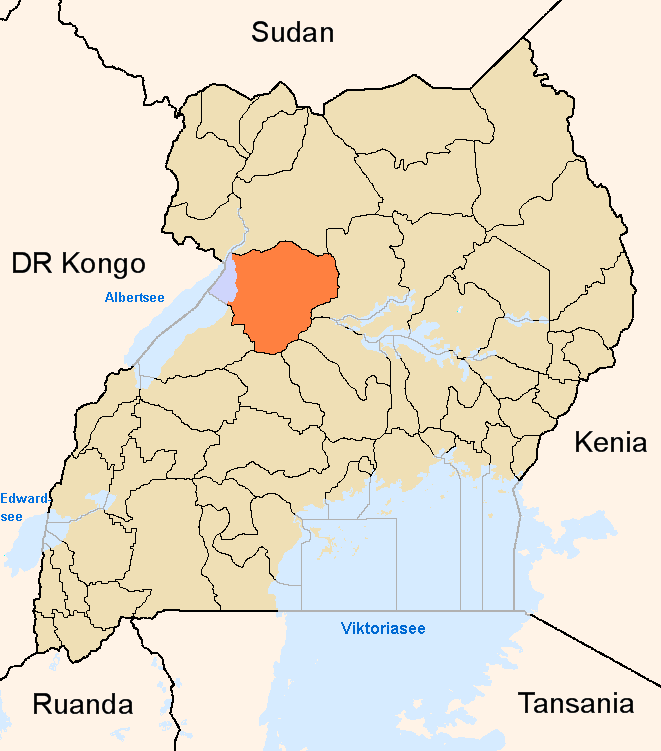
마신디 구의 위치

마신디구(Masindi)는 우간다 서부와 앨버트호 동부에 위치한 구로, 행정 중심지는 마신디이며 면적은 7,216km2, 인구는 208,420명(2002년 인구 조사 기준)이다.
행정 구역상으로는 서부 주에 속하며 3개 군(부젠제 군, 부룰리 군, 키반다 군)을 관할한다. 남서쪽으로는 호이마 구, 동쪽으로는 오얌 구와 아파크 구, 남동쪽으로는 나카송골라 구와 나카세케 구, 남쪽으로는 키보가 구와 접한다.

## 같이 보기
- 키오가 호